# Cyprien Chaix
Pour les articles homonymes, voir Chaix (homonymie).
Cyprien Bernard Chaix, né le 11 novembre 1821 à Gap (Hautes-Alpes) et mort le 20 août 1899 à Paris, est un homme politique français.

## Biographie
Avocat à Gap, il est député des Hautes-Alpes de 1849 à 1851. Opposant au Coup d'État du 2 décembre 1851, il est emprisonné plusieurs mois et s'éloigne ensuite de la politique. Il est candidat d'opposition aux législatives de 1869. Après la chute du Second Empire, il est nommé préfet des Hautes-Alpes. En 1871, il est élu député, mais est invalidé, du fait de son inéligibilité comme préfet. Il préfère alors conserver son poste de préfet, qu'il occupe jusqu'à la chute d'Adolphe Thiers, le 24 mai 1873. 
Il est élu député des Hautes-Alpes en 1876, et fait partie des 363 qui refusent la confiance au gouvernement de Broglie, le 16 mai 1877. Battu par le candidat conservateur en 1877, l'élection est annulée et Chaix retrouve son siège en 1878, lors de l'élection partielle. Il est député jusqu'en 1888, et passe au Sénat jusqu'à sa mort, en 1899, sans avoir une grande activité parlementaire.

## Pour approfondir